# جیرو ناکامورا
جیرو ناکامورا (انگلیسی: Jiro Nakamura، 中村 仁郎, Nakamura Jiro؛ زادهٔ ۲۲ اوت ۲۰۰۳) بازیکن فوتبال و هافبک اهل ژاپن است.
از باشگاه‌هایی که در آن بازی کرده‌است می‌توان به باشگاه فوتبال گامبا اوساکا اشاره کرد.
وی همچنین در تیم ملی فوتبال زیر ۱۷ سال ژاپن بازی کرده‌است.